# Yankee Doodle in Berlin
Yankee Doodle in Berlin é um filme mudo de comédia americano e um filme de propaganda de 1919 para os esforços dos EUA na Primeira Guerra Mundial, do produtor Mack Sennett. Foi a produção mais cara de Sennett até então. O filme foi depois condensado e relançado sob o nome The Kaiser's Last Squeal.
Estrela Bothwell Browne, um cross dresser famoso do norte da Europa. Durante a produção do filme, ele era um rival do famoso cross dresser americano Julian Eltinge, que estrelou outro filme de propaganda de roteiro parecido, The Isle of Love
Yankee Doodle é preservado pela Biblioteca do Congresso.

## Sinopse
O Capitão Bob White, um aviador atrás das linhas inimigas, se disfarça de mulher para enganar e roubar um importante mapa do Alto Comando Alemão, incluindo o próprio Cáiser.

## Elenco
- Bothwell Browne como Captain Bob White
- Ford Sterling como O Cáiser
- Malcolm St. Clair como O Príncipe Herdeiro
- Bert Roach como Guarda
- Charles Murray como Soldado Irlandês
- Marie Prevost como Garota Belga
- Chester Conklin como Oficial
- Heinie Conklin como Guarda Prússo
- Eva Thatcher como A Rainha
- Joseph Belmont como Von Tirpitz
- Phyllis Haver (não creditada)
- James Finlayson (não creditado)